# Como, Texas
Como là một thị trấn thuộc quận Hopkins, tiểu bang Texas, Hoa Kỳ. Năm 2010, dân số của thị trấn này là 702 người.

## Dân số
- Dân số năm 2000: 621 người.
- Dân số năm 2010: 702 người.